# Pfarrkirche Obergänserndorf

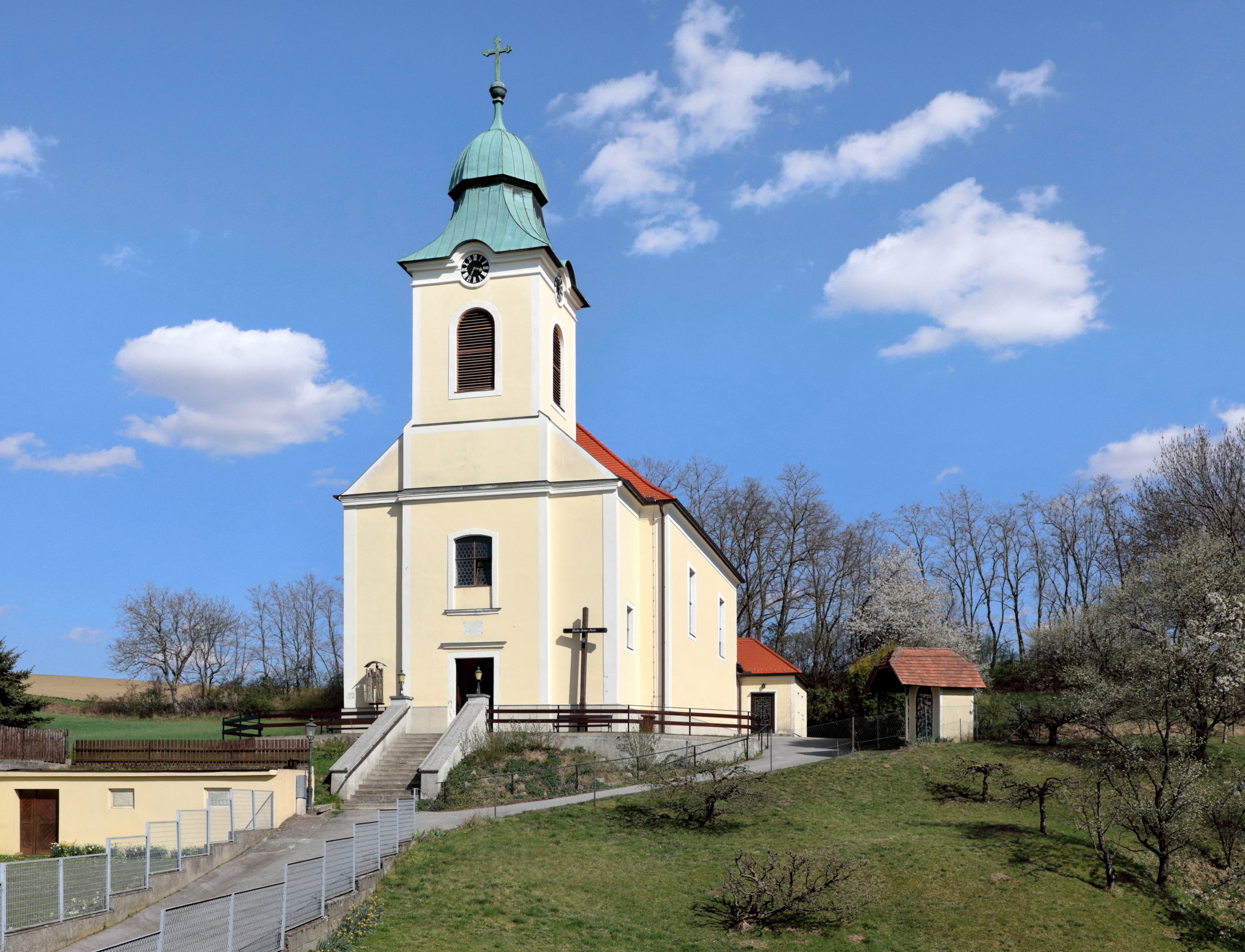
Pfarrkirche hl. Barbara in Obergänserndorf

Die römisch-katholische Pfarrkirche Obergänserndorf steht etwas erhöht östlich der Ortschaft Obergänserndorf in der Gemeinde Harmannsdorf im Bezirk Korneuburg in Niederösterreich. Sie ist der heiligen Barbara geweiht und gehört zum Dekanat Korneuburg im Vikariat Unter dem Manhartsberg der Erzdiözese Wien. Das Bauwerk steht unter Denkmalschutz (Listeneintrag).

## Lagebeschreibung
Die Kirche steht am östlichen Ortsrand in erhöhter Lage über dem Ort.

## Geschichte
Die Pfarre wurde 1784 gegründet. Der heutige Bau wurde 1813 errichtet.

## Architektur

### Außenbeschreibung
Die Kirche ist ein Saalbau mit eingezogenem, und im Flachbogen schließendem Chorraum. Die Kirchenfenster sind rechteckig. Das Vorjoch mit der Eingangsfassade ist etwas schmäler als das restliche Kirchenschiff. Über dem Vorjoch erhebt sich der leicht vorgezogene Kirchturm mit rundbogigen Schallfenstern und Glockenhaube. Nördlich schließt an den Chor die „alte Sakristei“ von 1813 an, im Süden ein eingeschoßiger neuer Sakristeianbau. 

### Innenbeschreibung
Die Ecken des Kirchenschiffes sind abgeschrägt. Über dem Altarraum ist eine Flachdecke. Die Seitenwände sind durch Pilaster gegliedert. Im Westen ist eine hölzerne Orgelempore.

## Ausstattung
Der spätbarocke Hochaltar aus der zweiten Hälfte des 18. Jahrhunderts ist ein Doppelsäulenretabel mit eingestellter Mensa. Auf dem barocken geschwungenen Giebel stehen Flammenvasen. Das Altarblatt zeigt die heilige Barbara. Es wurde 1846 von Karl Kögl gemalt. Im Altaraufsatz ist die Muttergottes mit Jesuskind, Gottvater und Engeln als Relief dargestellt. Die seitlichen Konsolfiguren stellen heilige Bischöfe dar. 
Der Seitenaltar aus der ersten Hälfte des 18. Jahrhunderts wurde ebenfalls in barocken Formen geschaffen. Er besteht aus zwei Halbsäulen, die auf einem hohen Postament stehen. Darüber ist ein geschwungener Giebel. Seitlich stehen barocke Konsolfiguren, die die biblischen Personen Mose und Aaron darstellen. Die reliefierten Kreuzwegstationen stammen vom Anfang des 19. Jahrhunderts.

## Orgel
Die Orgel mit 8 Registern baute Johann M. Kauffmann im Jahr 1921.